# 白暁燕
白 暁燕（白 曉燕、パイ・シャオイェン、1980年6月23日 - 1997年4月18日）は、日本の漫画原作者の梶原一騎と台湾の女優・歌手の白冰冰の娘である。

## 人物
歌手・女優の白冰冰の一人娘（異母兄弟が 5人）として、日本の漫画原作者の梶原一騎との間に台湾で生まれた。暁燕が生まれる前に白冰冰が梶原と別居、帰国したため、暁燕は白冰冰の元で育てられた。成長するにしたがって、有名人である母親とともにテレビ出演する機会も増えた。1997年4月14日に誘拐され、その後、無残な虐待の末惨殺された。満16歳没。

## 誘拐殺害事件
この事件は台湾史上最悪の誘拐事件とされている。犯人グループは500万ドルの身代金を要求し、白冰冰は身代金を全額揃えたが、受け渡しの失敗により、犯人グループは暁燕を殺害し遺体を遺棄した。この事件とその後の追跡劇で暁燕を含めた5人が死亡、10人が負傷した。

### 事件
1997年4月14日、私立醒吾高級中学（zh）2年に在学中の暁燕は、通学途中に誘拐された。実行犯の林春生と陳進興が通学途中の暁燕を拉致し、高天民が運転する車に乗り込んだ。そして予め五股西雲路に借りていた部屋に運んだ。犯人らは鼻だけ出した状態で黄色のゴムバンドを暁燕の頭部に巻きつけて、顔が見られないようにした。さらに縄で縛った状態で左胸を露出させて写真を撮り、林春生が暁燕の小指を切断した。暁燕が痛みで泣いて騒いだため、3人は殴ったり蹴ったり暴行を加えた。その夜は犯人3人ともそれぞれに家へ帰った。
犯人グループから白冰冰に娘を誘拐したとの連絡があり、その証拠として指定された場所に行くことを指示。白冰冰は指定された亀山郷の霊園管理室そばに置いてあった写真3枚と切断された小指、身代金等を記載した紙を発見して事実と判断した。誘拐の通報を受けた警察は、すぐさま「0414特別案件」として署内チームを結成。身代金受け渡し時に逮捕出来るように準備を開始した。
4月18日と19日の交渉で取引場所を台北市、台北県（現・新北市）、桃園県（現・桃園市）と決めるも犯人らは現れなかった。警察は暁燕しか解らない数点の質問を行って安否を確認した。
4月23日、再び犯人からの電報により新竹市で現金の受け渡しを行うと連絡があったが、今回も現れなかった。なお、この時点までに暁燕は激しい暴行を受けて殺害されていた。取引が行なえなかった理由の一つとしてマスコミの行動に問題があったとして非難が集中した。

### 捜査
4月25日に警察が犯人グループのアジトをつきとめて急襲、4人が逮捕されたが、3人の主犯格（高天民・林春生・陳進興）を捕り逃がした。
暁燕がまだ生きている可能性を考え、4月26日・27日には白冰冰や犯人の身内らをテレビに出演させ、人質返還や自首を訴える。この時も各メディアが過剰反応し、報道局の車が白冰冰の自宅玄関を破壊するという事態まで起きた。
4月28日、暁燕の死体が台北県泰山郷（現・新北市泰山区）で発見された。検死の結果、死後8日から10日程経過していて直接の死因は頭部腹部の殴打による出血多量及び内臓破裂。首に巻かれたナイロンコードに締められた痕はあるがその時はすでに絶命していた。また遺体解剖では腹部内に500ccの内出血が確認され、切断された小指は指の根元に細い針金を巻いて止血されていた。陰部は損傷しており、激しい暴行のほか強姦されていたことも判明した。

### 逃走
警察側は逃走中の高天民・林春生・陳進興を指名手配し、台湾国内で大規模な指名手配を展開した。後に逮捕された陳進興の供述により高天民・林春生・陳進興の3名は6月6日に台北県議員の蔡明堂を誘拐し500万ドルを強奪、8月8日にも金属会社の経営者を誘拐して身代金を受け取っている（家族は警察に通報せずに身代金の支払いに応じて解放された）。
遺体発見時の写真を一部のメディアが掲載し、日本の写真週刊誌にも転載された。身代金受け渡しの際のマスコミの不手際が殺害の原因になったため、メディアへの批判が高まり、白母娘の住んでいた家の付近に、周辺の住民が「記者有罪」と書いた抗議の垂れ幕を下げた。時の総統李登輝は、「犯人らを発見次第問答無用で射殺せよ」との命令を発した。
8月19日、台北市内の五常街53巷で高天民と林春生が警官らに発見され短機関銃で応戦。最終的に警官800人との銃撃戦に発展し、警官の曹立民と黄慶財が撃たれ、曹立民が殉職し黄慶財が負傷。犯人の林春生も6カ所に銃弾を受けて自殺した。また、この銃撃戦で警察の特殊部隊「維安特勤隊」も動員される事態となった。
10月23日、残党の高天民と陳進興は台北市の整形外科病院で顔を強引に整形させた後、医師夫妻（方保芳・張昌碧）と女性看護師（鄭文喩）の3人を殺害して逃亡した。3人は手錠をはめた状態で頭部を撃たれて射殺された。これは高天民が整形手術を行なわせたその口封じの為であり、看護婦の鄭文喩は殺害前に陳進興に強姦された。
11月17日、高天民が台北の石牌路で警官隊に包囲されると、再び銃撃戦を起こすが、逃げ切れずに拳銃で自殺した。
11月18日、最後に残る陳進興は、南アフリカ大使館の駐在武官官邸に人質5人を取って、立て籠もり事件を起こしたが、翌日、民進党の謝長廷の弁護の約束を受けて投降し、逮捕された。

### 判決
1998年1月22日、台湾板橋地方裁判所は陳進興に対し5件の誘拐・殺人・強盗に対し死刑5回、別の暴行事件などで懲役刑合計59年9カ月を言い渡したが、張志輝（陳進興の義弟、高天民・林春生・陳進興の蔵匿容疑）は無罪判決だった。白冰冰はその判決に対し、正義が実証されなかったと納得しなかった。
日本の最高裁判所に当たる高等法院も、1999年3月16日、陳進興に対し白冰冰への賠償命令として1億7130万台湾元（当時のレートで約6億3000万円）という台湾史上最高額の判決を言い渡した。同年10月6日に陳進興の死刑が執行された。

## 事件の余波
事件は台湾社会に大きな衝撃を与え、台湾の治安悪化が問題となった。警政署長は責任をとって辞任した。事件に対するマスコミの興味本位の報道は惨殺を引き起こした原因とも言われており、大規模な抗議行動が起こった。母親の白冰冰は事件後に手記『燕よ、空へ―慟哭を乗り越えて』（日本ではルー出版から1998年）を出版。暁燕を記念して「白暁燕文教基金会」を設立、社会安全・道徳教育・誘拐被害者の心身のケアに関する法律の制定及び死刑の存続を訴え、事件の発生した4月14日に合わせて毎年活動を行っている。
大使館の駐在武官が事件に巻き込まれた南アフリカは事件の翌年1998年1月に台湾と断交して中華人民共和国と国交を樹立した。